# Reitstadion Gera-Milbitz

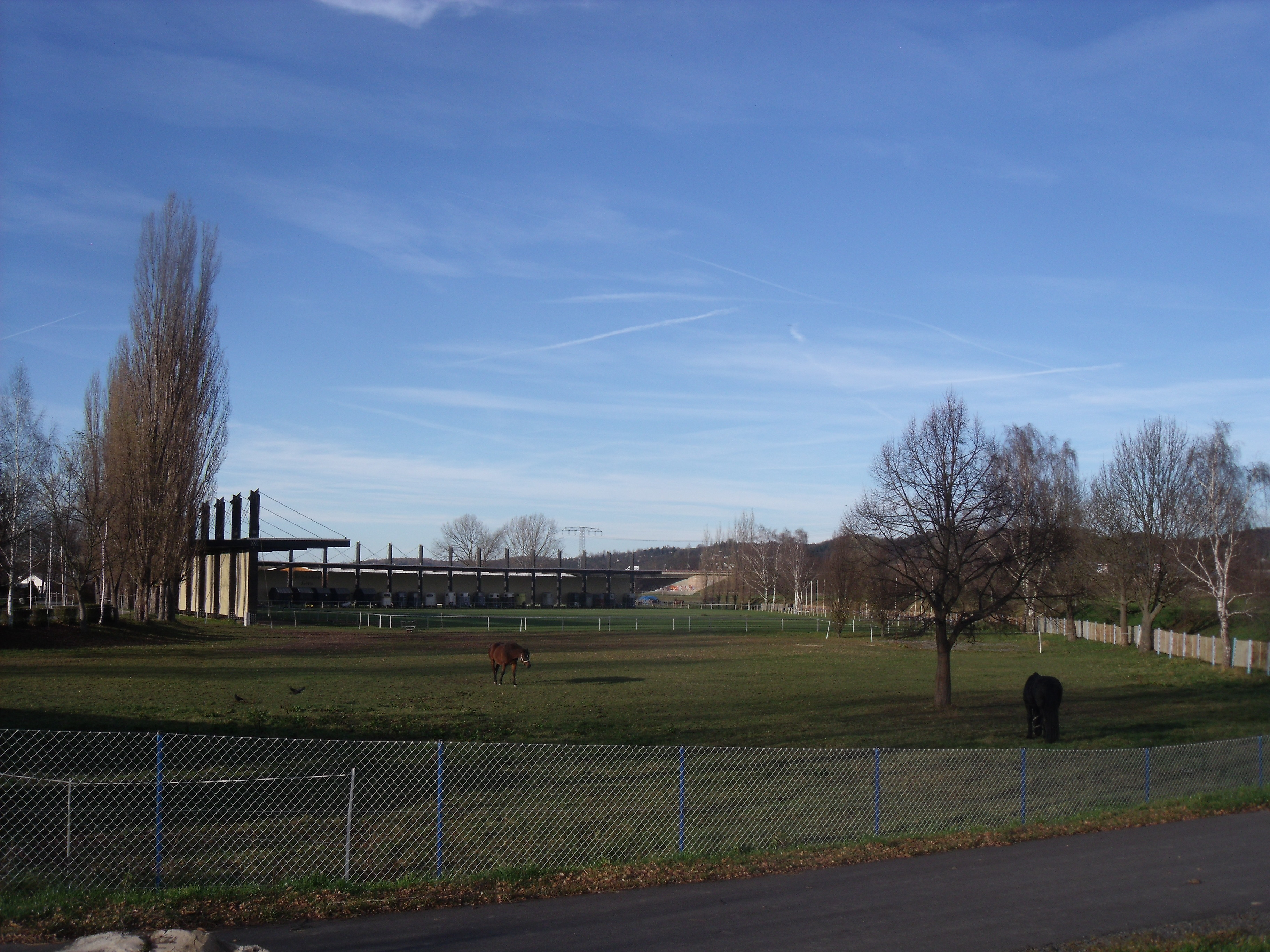
Blick ins Reitstadion Gera-Milbitz im November 2010

Das Reitstadion Gera-Milbitz ist eine Reitsportanlage im Geraer Stadtteil Milbitz, Milbitzer Straße 34 – direkt an der Weißen Elster gelegen. Der Anlage ist die Thüringer Landesreit- und Fahrschule angegliedert.
In den Jahren 1990 bis 1994 wurde in Gera das Nationenpreisturnier der (zu diesem Zeitpunkt schon nicht mehr existenten) DDR ausgetragen. Bereits im Jahr 1994 übernahm die Pferdesport-Veranstaltungsagentur EN GARDE Marketing aus Uthlede die Turnierorganisation des jährlich ausgetragenen Reitturniers.
Bislang fanden im Stadion viermal – in den Jahren 1995, 1998, 2003 und 2007 – die Deutschen Meisterschaften im Dressur- und Springreiten statt. Das jährlich in Milbitz ausgetragene Turnier Gera International war von 2001 bis 2005 Bestandteil der Riders Tour.
Nachdem die Deutsche Meisterschaft 2007 in Gera aufgrund der Abwesenheit vieler deutscher Spitzenreiter als Flop bzw. Farce bezeichnet wurde, änderte der Veranstalter der Geraer Reitturniere das Konzept. Nach einem Jahr als nationales Turnier (2008) wurden von 2009 bis 2012 der eigentlichen Hauptveranstaltung, dem Gera International (einem CSI 3*) noch zwei weitere Turnierwochen vorangestellt, die als CSI 1* ausgetragen wurden. Diese Turnierserie, die als Gera Summer Meeting vermarktet wurde, orientierte sich damit an anderen europäischen Turnierserien an einem einheitlichen Veranstaltungsort wie der Sunshine Tour in Vejer de la Frontera oder der Toscana Tour in Arezzo.
Im Jahr 2013 wurden die internationalen Turniere in Gera abgesagt, es mangelte an finanziellen Mitteln für die Durchführung. Das große Hochwasser im Sommer 2013 überflutete die Anlage, es stand in Reithallen und Stallboxen über einen Meter hoch. Durch diese Überflutungen kam es zur Schädigungen an der Statik der Tribünen, die Fundamente der Überdachungen hoben sich. Daher sollten die Tribünen im Oktober 2015 abgerissen werden. Der verbleibende Reitplatz sollte durch eine Hochwasserschutzmauer geschützt werden.

## Belege
1. ↑  „High Noon“ in Gijon - Belgien oder Italien, Dieter Ludwig, 10. August 2010.
2. ↑  Meilensteine (Memento vom 5. März 2016 im Internet Archive), EN GARDE Marketing GmbH.
3. ↑  Deutsche Meisterschaften Gera 2007. EN GARDE Marketing GmbH, ehemals im Original (nicht mehr online verfügbar); abgerufen am 10. Juli 2009. (Seite nicht mehr abrufbar. Suche in Webarchiven)  Info: Der Link wurde automatisch als defekt markiert. Bitte prüfe den Link gemäß Anleitung und entferne dann diesen Hinweis.
4. ↑  Springstadion. Reitverein Gera, archiviert vom Original am 7. April 2010; abgerufen am 10. Juli 2009.
5. ↑  DM zwischen «Farce» und «Flop» In: Mitteldeutsche Zeitung, Artikel vom 30. Juli 2007, abgerufen am 16. August 2021.
6. ↑  Auszug aus der Ausschreibung 2008
7. ↑  Veranstalterseite zum Gera Summer Meeting 2009 (Seite nicht mehr abrufbar, festgestellt im Mai 2019. Suche in Webarchiven)  Info: Der Link wurde automatisch als defekt markiert. Bitte prüfe den Link gemäß Anleitung und entferne dann diesen Hinweis.
8. ↑  Gera Summer Meeting abgesagt, St. Georg, 30. Mai 2013.
9. ↑  Tatjana Mehner: Wenn Hufe nicht weit genug tragen – Reitverein Gera in Not. In: Ostthüringer Zeitung. 15. Juni 2013, abgerufen am 29. Mai 2024 (Vorschau; Original archiviert 2015 von Archive.today).
10. ↑  Sylvia Eigenrauch: Optimismus macht sich breit in Milbitz: Neuer Sprung für ein Reitstadion in Gera. In: Ostthüringer Zeitung. 23. September 2015, abgerufen am 29. Mai 2024 (Vorschau; Original archiviert 2015 von Archive.today).

Koordinaten: 50° 54′ 18,8″ N, 12° 3′ 16,1″ O